# Hrabské
Hrabské je obec na Slovensku v okrese Bardejov. Žije zde 642 obyvatel, první písemná zmínka pochází z roku 1351. Nachází se zde řeckokatolický chrám svatého Demetria z roku 1822, který je národní kulturní památkou Slovenské republiky.

## Osobnosti
- Blahoslavený Vasiľ Hopko (21. dubna 1904, Hrabské, – 23. července 1976, Prešov), řeckokatolický duchovní, pomocný biskup prešovské eparchie (1947–1976).